# Nuncia levis
Nuncia levis is een hooiwagen uit de familie Triaenonychidae.